# Lemon Tree Passage (película)
Lemon Tree Passage es una película australiana de terror dirigida por David James Campbell en 2014 siendo su primera producción como cineasta. El argumento está basado en una leyenda urbana local en la que se explica que si un conductor (de coche o moto) conduce con exceso de velocidad por la carretera de Lemon Tree Passage puede contemplar a un fantasma en el arcén.

## Argumento
Amelia, Maya y su hermano Toby (Pippa Black, Jessica Tovey y Tim Pocock) son tres mochileros que se encuentran de vacaciones en la costa oriental de Australia. En la playa entablan amistad con dos jóvenes lugareños: Oscar y Geordie (Andrew Ryan y Tim Phillipps) los cuales les cuentan la historia de un motorista que perdió la vida tras ser atropellado por un coche conducido por adolescentes en la intersección con Lemon Tree Passage Road y que desde entonces, el espíritu del motorista se les aparece a los conductores imprudentes para después matarlos.
Para demostrarles los hechos, deciden llevarles al tramo donde tuvo lugar el accidente y "atraer" al espectro. Tales acciones producen extraños fenómenos paranormales que afectan al grupo, entre los que se encuentra el hermano de Geordie, Sam (Nicholas Gunn) , y Maya, quienes empiezan a sufrir pesadillas sobre un suceso que tuvo lugar el año anterior.

## Reparto
- Jessica Tovey es Maya.
- Nicholas Gunn es Sam.
- Pippa Black es Amelia.
- Tim Phillipps es Geordie.
- Andrew Ryan es Oscar.
- Tim Pocock es Toby.
- Piera Forde es Brianna.

## Producción
Para la producción del filme se inspiraron en una leyenda local en una zona cercana a la carretera que lleva a Lemon Tree Passage desde el Concejo de Port Stephens, Nueva Gales del Sur. Parte del segmento fue visionado en 2010 en el programa informativo Today Tonight. El guion fue escrito por Erica Brien junto al director y parte del equipo técnico en septiembre de 2012. Las escenas adicionales en la que introdujeron un tercer personaje fueron rodadas en marzo de 2014 con un presupuesto privado.

## Recepción
Las críticas recibidas fueron dispares por parte de la crítica. Desde ScreenRelish publicaron una reseña negativa y comentaron que a pesar de que la trama buscaba producir escalofríos, la mente estaba demasiado ocupada preguntándose "qué pasará después?", "típico de un argumento decepcionante". En SBS hicieron hincapié en los fallos del guion.